# جورج بويس
جورج بويس هو سياسي كندي، ولد في 21 ديسمبر 1848، وتوفي في 28 فبراير 1930. نشط حزبياً في Unionist Party (Canada) ‏. وقد انتخب عضو مجلس العموم الكندي.